# Полтавка (Аккайынский район)
Полтавка (каз. Полтавка) — село в Аккайынском районе Северо-Казахстанской области Казахстана. Административный центр Полтавского сельского округа. Код КАТО — 595849100.
В 3 км к северо-востоку от села находится озеро Узынколь, в 7 км к северо-западу — озеро Жалтырь, в 9 км к западу — озеро Талдыарал. 

## Население
В 1999 году численность населения села составляла 984 человека (491 мужчина и 493 женщины). По данным переписи 2009 года, в селе проживало 799 человек (396 мужчин и 403 женщины).